# Ligne de La Brohinière à Dinan
La ligne de La Brohinière à Dinan était une ligne ferroviaire transversale à écartement standard de la région Bretagne. Elle permettait le lien entre La Brohinière sur la ligne de Paris-Montparnasse à Brest et Dinan où elle prolongeait la ligne de Dinan à Dinard-Saint-Énogat. Elle permettait également le lien avec la ligne de Savenay à Landerneau par les lignes de Ploërmel à La Brohinière et de Questembert à Ploërmel.
Sur le réseau national elle porte le numéro 443 000.

## Chronologie

### Ouverture
- Ouverture le 26 juillet 1896[1]

### Dates de fermeture au trafic voyageurs
- De La Brohinière à Dinan le 6 février 1939. En raison des problèmes de circulation routière, une exploitation ferroviaire partielle reprendra le 2 octobre 1939. Celle-ci cessera définitivement en 1947.

### Dates de fermeture au trafic marchandises
- De La Brohinière au Quiou-Évran le 1er mai 1985 (neutralisation du tronçon le 23 mars 1987).
- Du Quiou-Évran à Trévron à une date inconnue, probablement durant les années cinquante.
- De Trévron au Hinglé le 19 octobre 1967.
- Du Hinglé à Dinan le 1er février 1971.

### Dates de déclassement
- Du Quiou-Évran à Trévron (PK 431,400 à 435,800), le 13 février 1964[2]. La dépose des voies intervient en novembre 1962 déjà.
- De Trévron au Hinglé (PK 435,800 à 439,950), le 19 octobre 1967[3]. La dépose des voies intervient en 1970.
- Du Hinglé à Dinan (PK439,950 à 444,300), le 26 juillet 1973[4]. La dépose des voies intervient en septembre 1973.
- Section à Dinan (PK 444,300 à 447,000), le 20 mars 1978. La dépose des voies intervient en mars 1974.
- De La Brohinière au Quiou-Évran (PK 413,650 à 431,400), le 18 septembre 1992[5].
- Section à La Brohinière (PK 411,125 à 413,650), le 17 octobre 1994[6]. La dépose des voies intervient en 1994.

## Histoire
La loi du 17 juillet 1879 (dite plan Freycinet) portant classement de 181 lignes de chemin de fer dans le réseau des chemins de fer d’intérêt général retient en no 65, une ligne « de La Brohinière à Dinan (Côtes-du-Nord) et Dinan à Dinard (Ille-et-Vilaine) ».
En juillet 1881, le préfet du département des Côtes-du-Nord remarque que la déclaration d'utilité publique de la ligne a pris presque un an de retard du fait de la subvention de 20 000 fr par kilomètre. Le Conseil général avait émis comme condition un embranchement de la ligne à Caulnes et les services de l'État ont finalement proposé un prolongement de la ligne de Ploërmel à La Brohinière. Il a fallu des explications des services et du ministre des travaux publics pour convaincre les conseillers de l'intérêt d'un embranchement à La Brohinière pour que le conseil accepte de revenir sur sa condition d'attribution de la subvention. Son vote sans réserves d'avril 1881 a permis de finaliser le projet de loi et de le déposer à la Chambre des députés. Le préfet est confiant dans le vote de la chambre et estime que les services seront capables d'accélérer l'instruction complémentaire pour que soit possible une adjudication des lots des travaux au cours de l'année 1882.
La ligne de La Brohinière à Dinan est déclarée d'utilité publique par une loi le 3 août 1881.
La ligne est concédée à titre définitif par l'État à la Compagnie des chemins de fer de l'Ouest par une convention signée entre le ministre des Travaux publics et la compagnie le 17 juillet 1883. Cette convention est approuvée par une loi le 20 novembre suivant.
En 2013, la totalité de la ligne est déposée à l'exception du tronçon exploité en vélo-rail de Médréac à La Brohinière. Le tronçon de Médréac à Trévon est une voie verte. Mise à part la gare du Hinglé, qui a été démolie en 1984, l'ensemble des bâtiments-voyageurs ont été conservés.

## Vélo-rail de Médréac
La gare de Médréac est devenue un site de Loisirs et de Patrimoines avec notamment la base d'un vélo-rail, inauguré le 27 juillet 1994. Créé par des Médréaciens férus de patrimoine ferroviaire il a permis la sauvegarde d'une dizaine de kilomètres de l'ancienne voie ferrée.  La gare restaurée en 2007 et datant de 1896 comprend des espaces scénographiques ludiques et interactifs sur l'histoire et les techniques ferroviaires. Expositions temporaires au Café de la Gare.